# Maurice Jacquemont
Pour les articles homonymes, voir Jacquemont.
Maurice Jacquemont, né le 24 février 1910 dans le 7e arrondissement de Paris et mort le 31 mai 2004 à Asnières-sur-Seine, est un comédien et un metteur en scène de théâtre, figure de la décentralisation théâtrale.

## Biographie
Comédien amateur dans la troupe des Comédiens Routiers de Léon Chancerel à partir de 1930, il intègre les Copiaus de Jacques Copeau en 1935 et fonde avec Jean Dasté et André Barsacq l'année suivante le Théâtre des Quatre saisons. Il y développe un idéal de décentralisation dramatique et populaire, confiant décors et costumes aux jeunes peintres de sa génération, tels Jean Le Moal et Jean Bazaine.
Directeur de studio des Champs-Élysées de 1944 à 1972, il ouvre ses portes à de jeunes metteurs en scène prometteurs comme Jean Vilar, Roger Blin, Jean-Marie Serreau, Jacques Mauclair, Nicolas Bataille ou Antoine Bourseiller. Il introduit en France les textes de Federico Garcia Lorca, défend le théâtre de Ionesco et lance également la carrière des Frères Jacques et de Jacques Higelin.
Il participe également, comme conseiller artistique, à la naissance du Centre dramatique de l'Ouest en 1949, avec Hubert Gignoux, rencontré auprès de Chancerel.

## Filmographie

### Cinéma
- 1951 : Le Voyage en Amérique d'Henri Lavorel
- 1951 : Deux sous de violettes de Jean Anouilh - N'apparaît pas dans les copies actuellement visibles -
- 1951 : Le Crime du Bouif d'André Cerf
- 1952 : Les Amours finissent à l'aube d'Henri Calef
- 1969 : L'Aveu de Costa-Gavras
- 1969 : Élise ou la Vraie Vie de Michel Drach
- 1972 : État de siège de Costa-Gavras
- 1973 : Stavisky d'Alain Resnais
- 1974 : Que la fête commence de Bertrand Tavernier
- 1975 : Le Juge et l'Assassin de Bertrand Tavernier
- 1975 : Monsieur Albert de Jacques Renard
- 1976 : Le Corps de mon ennemi d'Henri Verneuil
- 1976 : René la Canne de Francis Girod
- 1976 : Servante et maîtresse de Bruno Gantillon
- 1980 : Celles qu'on n'a pas eues de Pascal Thomas
- 1981 : Eaux profondes de Michel Deville
- 1981 : Le Retour de Martin Guerre de Daniel Vigne
- 1981 : La Nuit de Varennes d'Ettore Scola
- 1982 : J'ai épousé une ombre de Robin Davis
- 1983 : Le Juge de Philippe Lefebvre
- 1984 : Ça n'arrive qu'à moi de Francis Perrin
- 1987 : Bernadette de Jean Delannoy
- 1989 : La Passion de Bernadette de Jean Delannoy
- 1991 : A Star for Two / Une étoile pour deux de Jim Kaufman

### Télévision
- 1954 : Une enquête de l'Inspecteur Grégoire de Pierre Viallet, épisode La Dame de Pont-Saint-Maxence TV
- 1966 : En votre âme et conscience, épisode : Le Secret de la mort de monsieur Rémy de  Jean Bertho
- 1974 : Messieurs les jurés : L'Affaire Hamblain d'André Michel
- 1975 : Les Cinq Dernières Minutes de Claude Loursais, épisode Le coup de pouce : Le juge
- 1976 : Les Brigades du Tigre, épisode L'ère de la calomnie de Victor Vicas TV
- 1977 : Rendez-vous en noir, de Claude Grinberg
- 1978 : Médecins de nuit de Philippe Lefebvre, épisode : Jean-François
- 1978 : Histoire du chevalier Des Grieux et de Manon Lescaut de Jean Delannoy : le supérieur de Saint-Lazare
- 1979 : Par-devant notaire segment Le Bout du monde : Le père Carré
- 1979 : Au théâtre ce soir : La Gueule du loup de Stephen Wendt, adaptation Marc-Gilbert Sauvajon, mise en scène René Clermont, réalisation Pierre Sabbagh, Théâtre Marigny
- 1980 : Docteur Teyran de Jean Chapot
- 1981 : Au bon beurre d'Édouard Molinaro
- 1984 : La bavure de Nicolas Ribowski
- 1984 : Des grives aux loups de Philippe Monnier

## Théâtre

### Comédien
- 1938 : Les 37 Sous de M. Montaudoin d'Eugène Labiche et Édouard Martin, mise en scène André Barsacq, Théâtre des Mathurins
- 1938 : Le Bal des voleurs de Jean Anouilh, mise en scène André Barsacq, Théâtre des Arts
- 1942 : L'Étoile de Séville de Lope de Vega, mise en scène Maurice Jacquemont, Comédie des Champs-Élysées
- 1943 : Le Malade imaginaire de Molière, mise en scène Pierre Valde, Théâtre du Temps
- 1945 : Image anglaise de Jacques Armand, mise en scène Pierre Henry, Studio des Champs-Élysées
- 1945 : Marie-Anne Victoire de Jacques Tournier, Studio des Champs-Élysées
- 1947 : Les Juges de Jean-Marie Creac'h, mise en scène Maurice Jacquemont, Studio des Champs-Élysées
- 1950 : Henri IV de William Shakespeare, mise en scène Jean Vilar, Festival d'Avignon
- 1950 : Le Profanateur de Thierry Maulnier, mise en scène Jean Vilar, Festival d'Avignon
- 1951 : Colombe de Jean Anouilh, mise en scène André Barsacq, Théâtre de l'Atelier
- 1951 : Cymbeline de William Shakespeare, mise en scène Maurice Jacquemont, Centre dramatique de l'Ouest
- 1953 : L'Alouette de Jean Anouilh, mise en scène de l'auteur et Roland Piétri, Théâtre Montparnasse
- 1956 : L'Impromptu de l'Alma d'Eugène Ionesco, mise en scène Maurice Jacquemont, Studio des Champs-Elysées
- 1959 : Becket ou l'Honneur de Dieu de Jean Anouilh, mise en scène de l'auteur et Roland Piétri, Théâtre Montparnasse
- 1960 : Hamlet de William Shakespeare, mise en scène Philippe Dauchez et Maurice Jacquemont, Théâtre des Champs-Élysées, Festival des Nuits de Bourgogne
- 1961 : Le Grain sous la neige de Daniel Guérin, mise en scène Maurice Jacquemont, Théâtre de l'Alliance française
- 1966 : La Promenade du dimanche de Georges Michel, mise en scène Maurice Jacquemont, Studio des Champs-Élysées
- 1972 : Le Directeur de l'Opéra de Jean Anouilh, mise en scène de l'auteur et Roland Piétri, Comédie des Champs-Élysées
- 1975 : La Folle de Chaillot de Jean Giraudoux, mise en scène Gérard Vergez, Théâtre de l'Athénée
- 1976 : Le Jardin de craie d'Enid Bagnold, mise en scène Raymond Gérôme, Théâtre Hébertot
- 1977 : Roméo et Juliette de William Shakespeare, mise en scène Jean-Paul Lucet, Festival du Marais
- 1980 : Les Bons Bourgeois de René de Obaldia, mise en scène Jacques Rosny, Théâtre Hébertot

### Metteur en scène
- L'Échange de Paul Claudel
- La Jeune Fille Violaine de Paul Claudel
- 1942 : L'Étoile de Séville de Lope de Vega, Comédie des Champs-Élysées
- 1945 : Les Gueux au paradis de Gaston-Marie Martens avec la Compagnie Grenier-Hussenot et André Schlesser, Studio des Champs-Élysées, Théâtre de l’Ambigu
- 1945 : La Maison de Bernarda Alba de Federico García Lorca, Studio des Champs-Élysées
- 1946 : Les Amours de Don Perlimpín avec Belise en son jardin de Federico García Lorca, Théâtre des Champs-Élysées
- 1946 : La Traîtresse de Steve Passeur, Théâtre de l'Ambigu
- 1946 : Les Perses, Lyon
- 1946 : La Famille Shéhérazade, de Pierre Brive, avec Jacques Dufilho, André Clavé, Studio des Champs-Élysées
- 1947 : Les Juges de Jean-Marie Creac'h, Studio des Champs-Élysées
- 1947 : Agamemnon d'Eschyle, Studio des Champs-Élysées
- 1948 : Yerma de Federico García Lorca, Studio des Champs-Élysées
- 1948 : La Tendre Ennemie d'André-Paul Antoine, Studio des Champs-Élysées
- 1949 : La Maison de Bernarda Alba de Federico García Lorca, Centre dramatique de l'Est
- 1949 : Un chapeau de paille d'Italie d'Eugène Labiche et Marc-Michel, Centre dramatique de l'Ouest
- 1950 : Les Gueux au paradis de Gaston-Marie Martens et André Obey, Centre dramatique de l'Ouest
- 1950 : George Dandin de Molière, Centre dramatique de l'Ouest
- 1951 : Cymbeline de William Shakespeare, Centre dramatique de l'Ouest
- 1952 : Intermezzo de Jean Giraudoux, Centre dramatique de l'Ouest
- 1952 : L'Île au trésor adaptation Léon Chancerel d'après Robert Louis Stevenson, Théâtre de la Porte-Saint-Martin
- 1954 : Eugénie les larmes aux yeux de Charles Daurat, Studio des Champs-Elysées
- 1955 : Numance adaptation Jean Lagénie et Léon Chancerel d'après Cervantes, Festival des jeux du théâtre de Sarlat
- 1956 : L'Impromptu de l'Alma d'Eugène Ionesco, Studio des Champs-Elysées
- 1956 : Une demande en mariage d'Anton Tchekhov, Studio des Champs-Elysées
- 1956 : La Maison de Bernarda Alba de Federico García Lorca, Studio des Champs-Elysées
- 1957 : Une demande en mariage d'Anton Tchekhov, Théâtre de l'Ambigu
- 1957 : La Maison de Bernarda Alba de Federico García Lorca, Théâtre de l'Ambigu
- 1958 : Miguel de Mañara d'Oscar Venceslas de Lubicz-Milosz, Studio des Champs-Élysées
- 1960 : Hamlet de William Shakespeare, mise en scène avec Philippe Dauchez, Théâtre des Champs-Élysées
- 1961 : Le Grain sous la neige de Daniel Guérin, Théâtre de l'Alliance française
- 1961 : L’Étau de Luigi Pirandello, Théâtre de Bourgogne
- 1961 : Le Jubilé d'Anton Tchekhov, Théâtre de Bourgogne
- 1965 : La Musica de Marguerite Duras, mise en scène avec Alain Astruc, Studio des Champs-Elysées
- 1966 : La Promenade du dimanche de Georges Michel, Studio des Champs-Élysées
- 1966 : Médor de Roger Vitrac, Studio des Champs-Élysées
- 1966 : L'Air du large de René de Obaldia, Studio des Champs-Élysées
- 1971 : Hamlet de William Shakespeare, Théâtre de la Musique
- 1972 : Le Bourgeois gentilhomme de Molière, Théâtre de Carcassonne
- 1981 : L'Île de Tulipatan de Jacques Offenbach, Théâtre Rutebeuf Clichy
- 1984 : L'Île de Tulipatan de Jacques Offenbach, Théâtre de la Potinière, Théâtre Mouffetard
- 1987 : L'Île de Tulipatan de Jacques Offenbach, Théâtre Hébertot
- 1987 : Daphnis et Chloé de Jacques Offenbach, livret de Clairville et Jules Cordier, Théâtre Hébertot

### Poésie
Maurice Jacquemont est le coauteur avec Jacques Tournier, sur une musique de Claude Arrieu, de la Chanson de la patience créée pour l'adaptation de Cymbeline donnée en 1951, et reprise par Jacques Brel[réf. nécessaire], Jacques Douai et Catherine Sauvage.

## Sources
- « Hommage de Renaud Donnedieu de Vabres à Maurice Jacquemont », Renaud Donnedieu de Vabres, 1er juin 2004, Ministère de la Culture et de la communication.
- « Mort de Maurice Jacquemont », 2 juin 2004 (version du 24 juin 2004 sur Internet Archive)